# عباد بن المعتمد
أبو عمرو عبَّاد سراج الدولة أو المظفَّر بن المعتمد (؟ - 468 هـ) هو أحد أبناء المعتمد بن عبَّاد أمير إشبيلية وقرطبة في عصر ملوك الطوائف. وُلِد عباد للمعتمد من زوجته اعتماد الرميكية، وكان صغيراً في السنِّ عندما وقعت قرطبة في يد المعتمد، فولاه أميراً عليها. قوبل حكم عباد على قرطبة بالبداية بالترحيب من سكانها، إلا إنَّه اعتمد - لجهله في الحكم - على رجلٍ يدعى ابن مرتين (كان رئيس حرس قرطبة) لتدبُّر شئون المدينة، فأساء هذا السيرة وكرهه الناس. وفي الآن ذاته أراد المأمون بن ذي النون حاكم طليطلة الاستيلاء على قرطبة، فأغار على قراها بمساعدة حليفه ألفونسو السادس ملك قشتالة، وخرج عبَّاد إليهم وتمكَّن من صدِّهم.
كان بين قادة المأمون بن ذي النون رجلٌ يدعى ابن عكاشة أصرَّ على أخذ قرطبة، وكان في بداية حياته قاطع طرقٍ ومجرماً، وكان على دراية بأمور قرطبة وأهلها وتذمُّرهم من استبداد ابن مرتين، ولذا قرَّر - بعدما عينه المأمون حاكماً لأحد الحصون الحدودية مع بني عبَّاد - أن يستولي على المدينة. لاحظ أحد قادة حرس قرطبة أن ابن عكاشة كان يستلَّل في الليل ويقوم بمحادثاتٍ مشبوهةٍ مع الحراس، فأبلغ الأمير عبَّاد بن المعتمد، إلا إنَّه لم يهتم للأمر، فحوَّله إلى قائد الحرس ابن مرتين، وهذا بدوره لم يهتم أيضاً. وفي إحدى ليالي شتاء عام 468 هـ تسلَّل ابن عكاشة مع عددٍ من الرجال إلى قرطبة ودخل قصر الأمير، وباغته في نومه، فنهض عبَّاد فزعاً عارياً وحاول الدفاع عن نفسه مع عددٍ قليل من حراسه، لكن قدمه زلَّت أثناء المعركة فوقع، واستغلَّ ذلك أحد رجال ابن عكاشة وقتله. وألقيت جثَّته بدون ما يغطيها في شوارع المدينة، فرآها صباحاً أحد أئمة المساجد وغطاها بردائه. حزن المعتمد حزناً كبيراً على ابنه عندما وصلته الأخبار، وعبَّر عن تقديره لمن غطى جثة ابنه بإنشاده:
ورثاه المعتمد كذلك أثناء أسره في أغمات مع أخويه المقتولين الرشيد والراضي:
وبعد ذلك بثلاث سنواتٍ في عام 471 هـ استعاد المعتمد بن عباد قرطبة، وقبض على ابن عكاشة وقُتِل، وأمر المعتمد بصلب جثته بجانب كلبِ ثأراً لابنه المقتول عبَّاد.

## كتب
- علي، أدهم (2000). المعتمد بن عبَّاد. الإدارة العامة للثقافة، وزارة الثقافة والإرشاد القومي، القاهرة - مصر.